# إلين دريسكول
إلين دريسكول (بالإنجليزية: Ellen Driscoll)‏ هي نحّاتة وفنانة أمريكية، ولدت في 1953 في بوسطن في الولايات المتحدة.